# De gyldne dage
De gyldne dage er en dansk spillefilm fra 1964 med instruktion og manuskript af Poul Erik Møller Pedersen. Filmen er skabt og spillet af amatører, samlet under navnet Lopeja Film. Med interesse for film og dramatik startede en gruppe unge i 1961 optagelserne. Filmen var forbeholdt klubber og foreninger og vistes komplet med apparater, lærred og højttalere.

## Handling
Amerika 1861. I den amerikanske sydstat Georgia. På den vældige bomuldsplantage "Stonewall" bor den rige, aristokratiske familie Tarletonn. Man forbereder sig til den årlige havesfest, der afholdes på nabogodset den næste dag. For familiens temperamentsfulde 18-årige datter Jeanette har festen en særlig betydning, da hun derved får lejlighed til at møde sønnen på nabogodset, den unge Lesley Grant, som hun er grænseløst forelsket i. Ved festen viser det sig imidlertid, at Lesley har forlovet sig med en anden.